# ترشاب بالا (مشيز بردسير)
ترشاب بالا (بالفارسية: ترشاب بالا) هي قرية تقع في إيران في البلدة المركزية. يقدر عدد سكانها بـ 10 نسمة .